# Restaurazione
La Restaurazione, sul piano storico-politico, è il processo di ristabilimento del potere dei sovrani assoluti in Europa e il conseguente tentativo, in seguito alle sconfitte militari di Napoleone, di ritornare all'Ancien Régime ("antico regime") precedente la Rivoluzione francese.
Essa ha inizio con il congresso di Vienna che durò dal 1º novembre 1814 al 9 giugno 1815 L'assemblea fu convocata dalle grandi potenze per ridisegnare i confini europei. In senso più ampio, per Restaurazione si intende il movimento reazionario teso a contrastare le idee della Rivoluzione francese, diffuse in tutta Europa dagli eserciti napoleonici. Da questo punto di vista, essa si presenta come un fenomeno che trascende il piano puramente politico per estendersi a quello culturale. L'età della Restaurazione si fa infatti coincidere in letteratura con il Romanticismo e in filosofia con l'Idealismo. Essa può considerarsi conclusa con i moti del 1830-1831.

## La nuova concezione romantica della Storia
(Adolfo Omodeo, L'età del Risorgimento italiano, Napoli, 1955)
Nel Congresso di Vienna si confrontarono due linee politiche contrapposte: coloro che volevano un puro e semplice ritorno al passato e quelli che sostenevano la necessità di un compromesso con la storia trascorsa: «Conservare progredendo» era la loro parola d'ordine. Questo contrapposto modo di pensare l'azione politica nasceva paradossalmente da un unico punto di origine ideale.
Nell'età della Restaurazione si avanzava infatti una nuova concezione della storia che smentiva quella degli illuministi basata sulla capacità degli uomini di costruire e guidare la storia con la ragione. Le vicende della Rivoluzione francese e il periodo napoleonico avevano dimostrato che gli uomini si propongono di perseguire alti e nobili fini che s'infrangono dinanzi alla realtà storica. Il secolo dei lumi era infatti tramontato nelle stragi del Terrore e il sogno di libertà nella tirannide napoleonica che, mirando alla realizzazione di un'Europa al di sopra delle singole nazioni, aveva determinato invece la ribellione dei singoli popoli proprio in nome del loro sentimento di nazionalità.
Secondo questa visione, dunque, la storia non è guidata dagli uomini, ma è Dio che agisce nella storia mediante una Provvidenza divina che s'incarica di perseguire fini al di là di quelli che gli uomini ingenuamente si propongono di conseguire con la loro meschina ragione.

### La concezione reazionaria

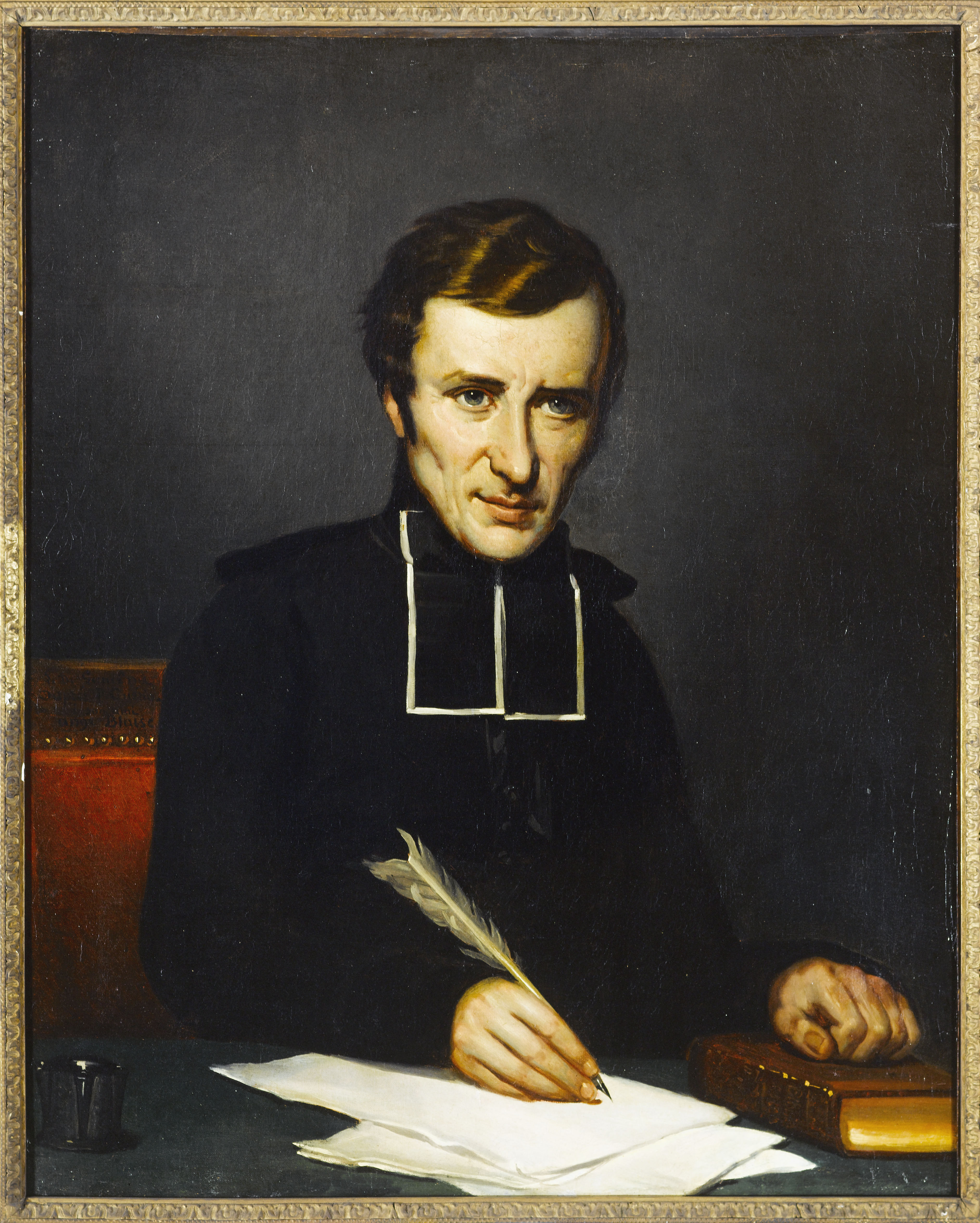
Félicité de Lamennais

Da questa nuova concezione romantica della storia, opera della volontà divina, si promanano due visioni contrapposte: la prima è una prospettiva reazionaria che vede nell'intervento di Dio nella storia, una sorta di avvento di un'apocalisse che metta fine alla sciagurata storia degli uomini. Napoleone è stato, con le sue continue guerre, l'Anticristo di questa apocalisse. Dio segnerà la fine della storia malvagia e falsamente progressiva e allora agli uomini non rimarrà che volgersi al passato per preservare e conservare quanto di buono era stato realizzato.
Si cercherà in ogni modo di cancellare tutto ciò che è accaduto dalla Rivoluzione a Napoleone restaurando il passato. I sovrani restaurati dal Congresso di Vienna tenteranno di ripristinare le vecchie strutture politiche e sociali spazzate via dalla Rivoluzione francese e da Napoleone, ma il loro sarà un compito impossibile. "L'aratro della Rivoluzione" scrive lo storico tedesco Franz Mehring in Absolutisme et Révolution en Allemagne (1525–1848) "aveva sconvolto troppo in profondità il suo terreno, fino ai campi di neve della Russia; un ritorno alle condizioni che avevano dominato in Europa fino al 1789 era impossibile".
È stato detto che, mentre Napoleone veniva sconfitto sui campi di battaglia, gli ideali di cui si era fatto portatore ispiravano, sia pure forzatamente, quei sovrani reazionari che lo combattevano. Si erano visti sovrani conservatori pressati dai tempi nuovi come Ferdinando IV di Napoli e Ferdinando VII di Spagna che fin dal 1812 avevano concesso ai loro sudditi addirittura la Costituzione. Vero è che questi stessi sovrani, dopo la caduta di Napoleone, cancellarono con un tratto di penna quanto avevano concesso, ma dovettero poi affrontare moti insurrezionali interni che riuscirono a fatica a controllare solo con l'intervento della Santa Alleanza.

### La concezione progressista
Un'altra prospettiva, che nasce dalla stessa concezione della storia guidata dalla Provvidenza, è quella che potremo definire liberale, che vede nell'azione divina una volontà diretta nonostante tutto al bene degli uomini, escludendo che nei tempi nuovi ci sia una sorta di vendetta di Dio che voglia fare espiare agli uomini la loro presunzione di creatori di storia.
È questa una visione dinamica della storia che troviamo in Saint Simon, con la concezione di un nuovo cristianesimo per una nuova società, o in Lamennais, che vede nel cattolicesimo una forza rigeneratrice della vita sociale. Una concezione progressiva che è presente anche in Italia nell'opera letteraria di Alessandro Manzoni, nel pensiero politico di Gioberti, nel progetto neoguelfo e nell'ideologia mazziniana.

### Antesignani e teorici della Restaurazione

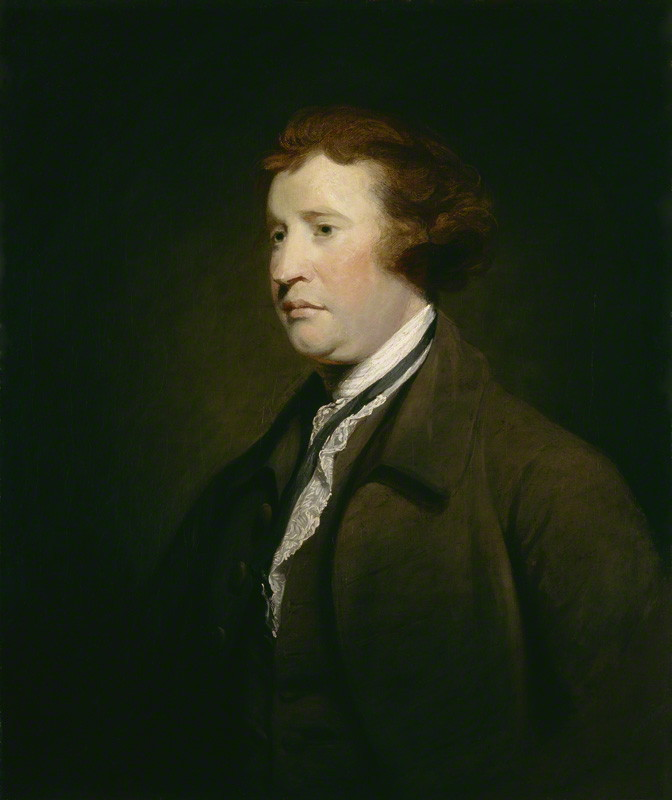
Edmund Burke

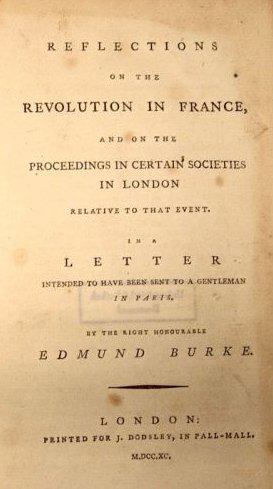
Prima edizione delle Riflessioni sulla Rivoluzione in Francia

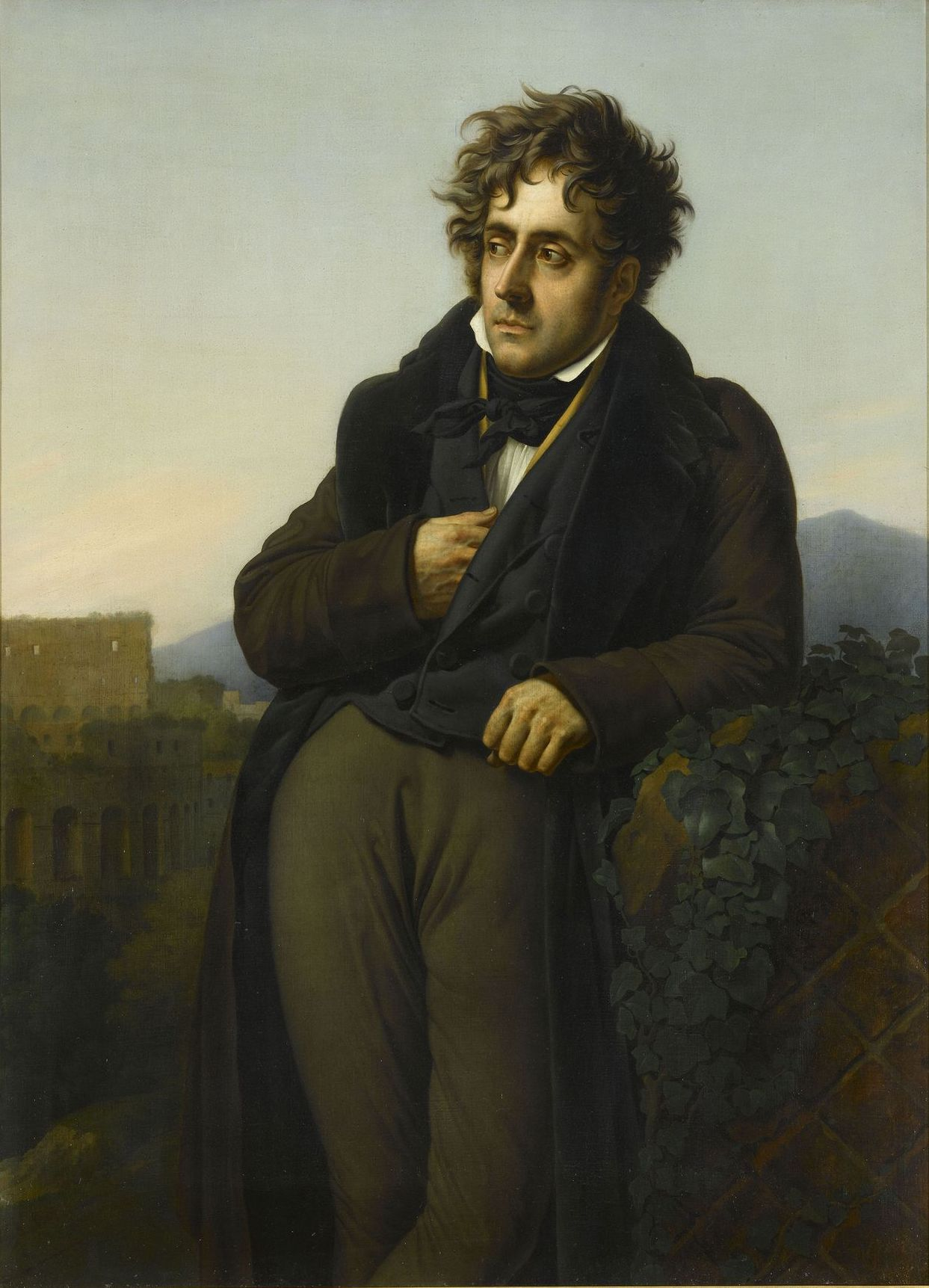
François-René de Chateaubriand

Questa nuova visione della storia intesa come espressione della volontà divina e quindi come base teorica dell'unione di politica e religione e della legittimità del potere politico per "grazia di Dio", aveva avuto, già prima della Restaurazione, i suoi principali teorici nell'anglo-irlandese Edmund Burke, nei francesi François-René de Chateaubriand e Louis de Bonald, nell'italiano Joseph de Maistre.

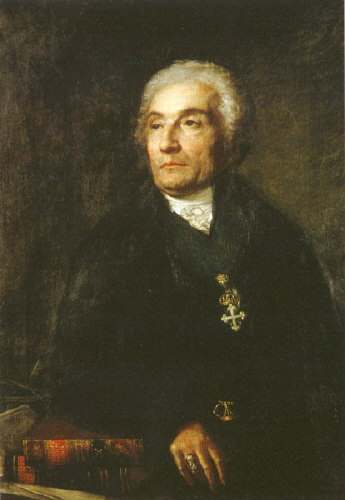
Joseph de Maistre

Nelle Riflessioni sulla Rivoluzione in Francia, pubblicate nel 1790, Burke mettendo a confronto la rivoluzione inglese del 1688 con quella francese vede nella prima una linea evolutiva che si era sviluppata per gradi nel rispetto delle tradizioni e questo «lascia libera la possibilità di nuovi acquisti, ma fornisce la garanzia assicurata di ogni acquisto» mentre la seconda gli appare come un evento caotico in cui si mescolano «leggerezza e ferocia, confusione di delitti e di follie travolti insieme». Nella stessa opera contesta il principio della sovranità popolare e della democrazia a cui contrappone la supremazia dell'aristocrazia e dell'ordine sociale legittimati dalla loro natura divina. Per lui le masse, che esprimono una maggioranza che scioccamente pretende di prevalere sulla minoranza mentre non sa distinguere il suo vero interesse, sono il sostegno del dispotismo, e la Rivoluzione francese era perciò destinata a fallire poiché si era allontanata dalla grande e diritta via della natura.
François-René de Chateaubriand fin dal 1802 aveva attaccato con il suo "Génie du Christianisme" (Genio del Cristianesimo) le dottrine illuministiche accusandole di estremo razionalismo e difendendo la religione e il Cristianesimo. Louis de Bonald, fervente monarchico e cattolico, fu la voce più importante degli ultra-legittimisti. Aveva aderito all'inizio alle idealità rivoluzionarie che ripudiò dopo i provvedimenti anticlericali sanciti con la Costituzione civile del clero.
(Louis de Bonald, Teoria del potere politico e religioso nella società civile, 1796)
Nelle sue numerose opere, attaccò la Dichiarazione dei diritti dell'uomo e del cittadino, il Contratto sociale di Jean-Jacques Rousseau e le innovazioni sociali e politiche portate dalla Rivoluzione, sostenendo il ritorno all'autorità della monarchia e della religione. La rivoluzione stessa, egli sosteneva, è una specie di prova dell'esistenza di Dio, poiché mette in luce come l'eliminazione della religione conduca alla distruzione della società. L'ambito religioso e quello politico sono, agli occhi di Bonald, inseparabili.
Ma il vero teorico della Restaurazione fu il savoiardo Joseph de Maistre. Sulla linea del tradizionalismo di Burke nell'opera Du Pape (1819) egli sostiene la concezione della storia come depositaria di valori etici trascendenti. Nel Medioevo la Chiesa è stata il sostegno dell'ordine sociale e questo la rende superiore al potere civile che solo essa può rendere legittimo in quanto depositaria e interprete della volontà divina.
Le teorie illuministiche sulla libertà naturale dell'uomo sono semplici follie e diaboliche stranezze. L'uomo è troppo malvagio per potere essere libero, egli è invece nato naturalmente servo e tale è stato fino a quando il Cristianesimo lo ha liberato. Il Cristianesimo autentico è quello cattolico, rappresentato dal pontefice romano, che ha proclamato la libertà universale ed è l'unico nella generale debolezza di tutte le sovranità europee ad avere conservato la sua forza e il suo prestigio.
De Maistre condivide poi l'analisi di Burke sulla falsa pretesa della maggioranza di prevalere sulla minoranza, mentre invece «dovunque il piccolissimo numero ha sempre condotto il grande» e per questo è diritto legittimo dell'aristocrazia l'assumere la guida del Paese.

## Il Congresso di Vienna

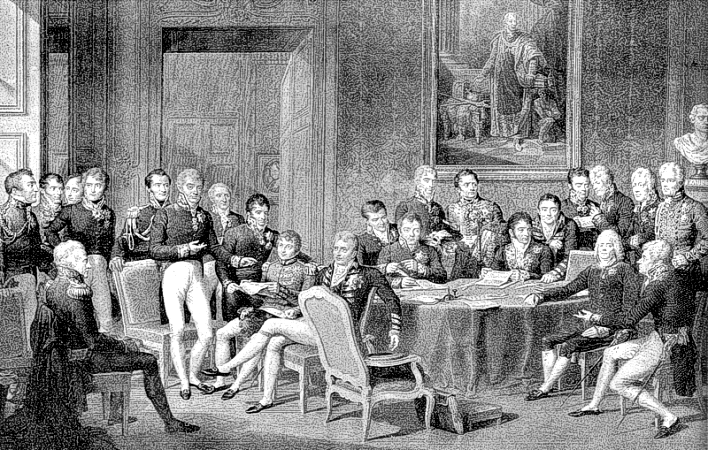
Il Congresso di Vienna in un dipinto di Jean-Baptiste Isabey (1767-1855)

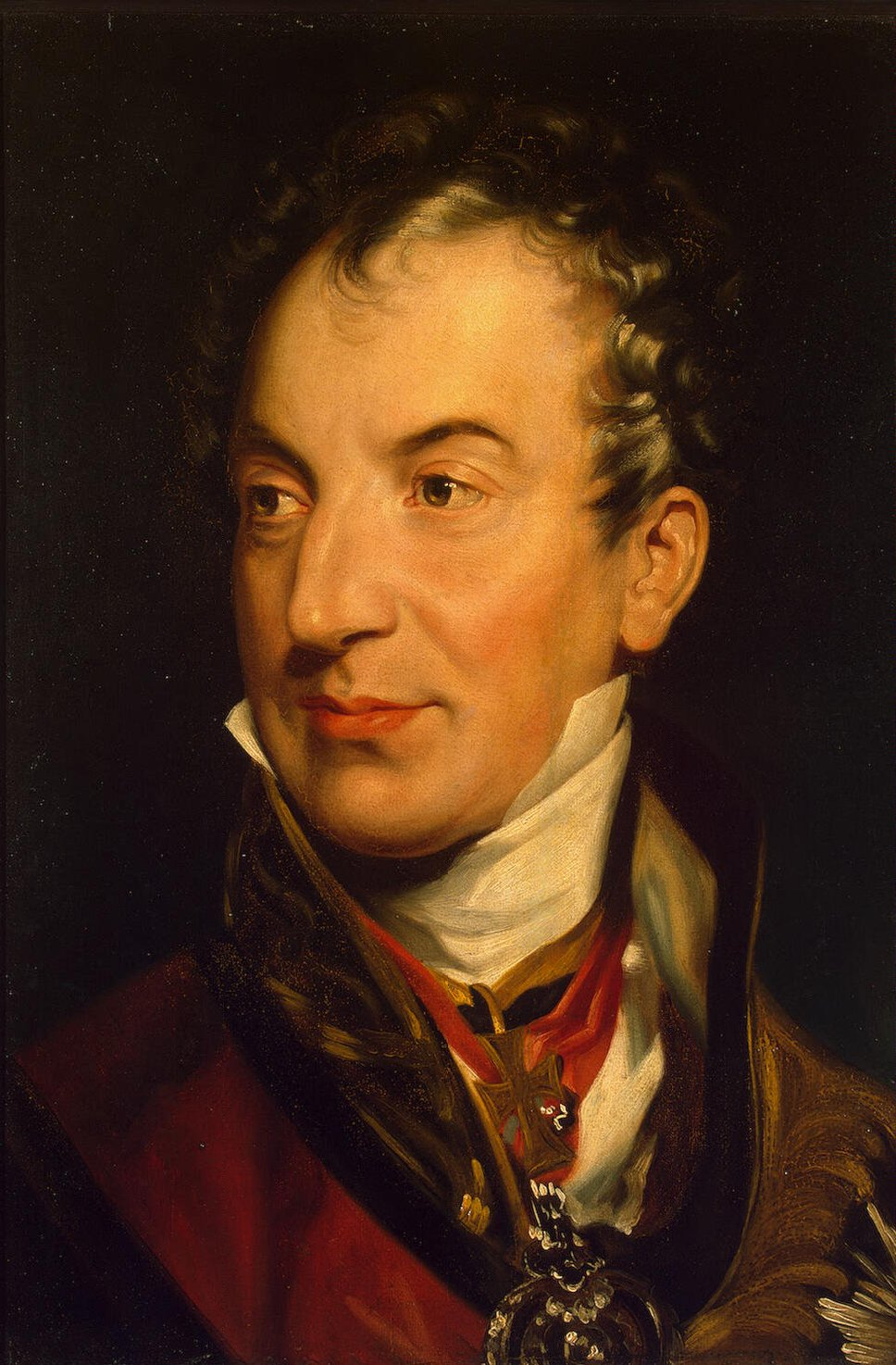
Il Principe di Metternich, particolare di un dipinto di Sir Thomas Lawrence

Il Congresso di Vienna (1814-1815) fu la conferenza dei maggiori ambasciatori europei nella quale si ridisegnò la mappa del continente secondo i voleri degli Stati vincitori. I princìpi fondamentali che informarono il congresso furono definiti come restaurazione, legittimità e equilibrio. Il primo prevedeva il ritorno alla situazione politica e ai confini del 1792. Il ritorno alla legittimità ripristinò le prerogative della nobiltà europea e delle famiglie regnanti. L'equilibrio, diceva che tutte le potenze dovevano avere uguale forza politica.

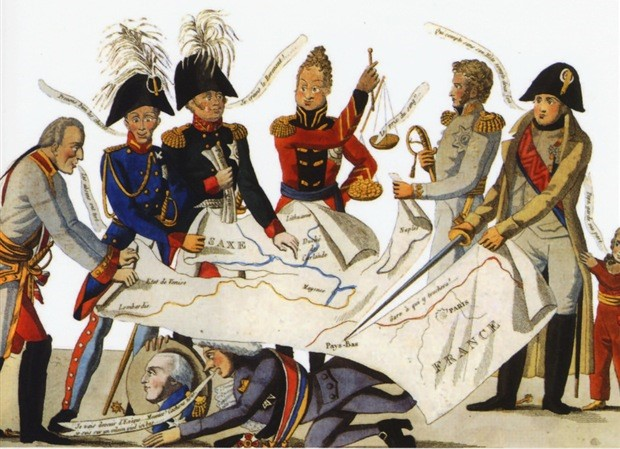
Vignetta satirica sul Congresso di Vienna, da sinistra: Francesco II d'Asburgo, Federico Guglielmo III di Prussia, Alessandro I di Russia, Matternich, Ferdinando I delle Due Sicilie, Napoleone e sotto al tavolo Luigi XVIII che parla al ritratto di suo fratello Luigi XVI

Nel Congresso di Vienna vennero prese le principali decisioni dai delegati delle più grandi nazioni europee del XIX secolo (Austria, Prussia, Russia e Inghilterra) che avevano reso possibile la sconfitta nella battaglia di Lipsia (in Sassonia) di Napoleone Bonaparte. Hardenberg fu il delegato prussiano, il marchese di Londonderry quello inglese, per la Russia partecipò lo zar Alessandro I in persona e l'Austria venne rappresentata da Metternich, grande diplomatico e politico austriaco che influì notevolmente nella configurazione geo-politica dell'Europa post Napoleonica.
In principio frenato dalle pretese di Prussia e Russia, che esigevano venissero loro annessi nuovi territori, fu decisivo l'intervento del francese Charles Maurice de Talleyrand-Périgord (ecclesiastico e diplomatico che passò la fase della rivoluzione e il dominio napoleonico, prima sostenendolo poi avversandolo, prodigandosi per l'ascesa al potere di Luigi XVIII), il quale, schierandosi a favore di Regno Unito e Impero austriaco, riuscì a fare tornare sui propri passi le altre due potenze, che ritrattarono le proprie pretese.
Il Congresso si basò su tre principi cardine:
- il principio di equilibrio, in base al quale nessuna potenza dovesse rafforzarsi eccessivamente a danno delle altre.
- il principio di legittimità, per il quale assiduamente combatté Talleyrand e che prevedeva il ritorno al potere di tutte quelle dinastie precedenti al dominio Napoleonico;
- la cintura di Stati "cuscinetto" intorno alla Francia, per impedire la sua egemonia su tutta l'Europa.

Nella suddetta assemblea si sancirono anche due alleanze: la Santa Alleanza tra Russia, Austria e Prussia e la Quadruplice alleanza, formata dalle precedenti nazioni più l'Inghilterra. Questa alleanza si basava sul principio di intervento: nel caso uno Stato avesse avuto dei problemi causati da disordini rivoluzionari che potevano contagiare gli altri Stati, questi si ritenevano in obbligo di intervenire per sedare le rivolte. Al principio di non ingerenza negli affari interni di uno Stato si sostituiva l'ideale della solidarietà internazionale da attuarsi con la periodica consultazione dei governi europei nei Congressi e tramite quello strumento di polizia internazionale che era la Santa Alleanza.
Comprendere il Congresso di Vienna è molto importante per capire in seguito gli scopi della Restaurazione, in quanto fu proprio questa assemblea il simbolo dell'iniziativa intrapresa dalle superpotenze del continente.

## Conseguenze
Alla caduta di Napoleone e del suo Impero in Europa serpeggiava l'idea che si era chiusa una parentesi: ora c'era l'Europa di prima da ricostruire. Teoricamente si cercò di ritornare integralmente all'Ancien Régime, ma in pratica si trovò un compromesso fra il vecchio e il nuovo sistema di governo culminante nel Congresso di Vienna. Molte delle istituzioni francesi, in campo amministrativo, giuridico ed economico, vennero mantenute laddove i francesi le avevano instaurate. Era poi difficile sradicare dalle coscienze le idee di libertà e uguaglianza introdotte con la rivoluzione. Infine, questo tentativo di ritorno all'Ancien Régime era un compromesso antistorico, per l'irreversibilità del processo di secolarizzazione iniziato o, meglio, affrettato dalla Rivoluzione francese.

### Conseguenze dal punto di vista politico
Dal punto di vista politico furono ripristinate o abolite molte istituzioni introdotte dalla Rivoluzione francese: per esempio il divorzio introdotto in Francia nel 1792 e abolito nel 1816 (per essere nuovamente ripristinato nel 1884). Si cercò, come nell'Ancien Régime, una più stretta unione fra trono e altare, fra Stato e Chiesa (ne è un esempio clamoroso la consacrazione regia di Carlo X nel 1824).

### Cambiamenti della geografia politica

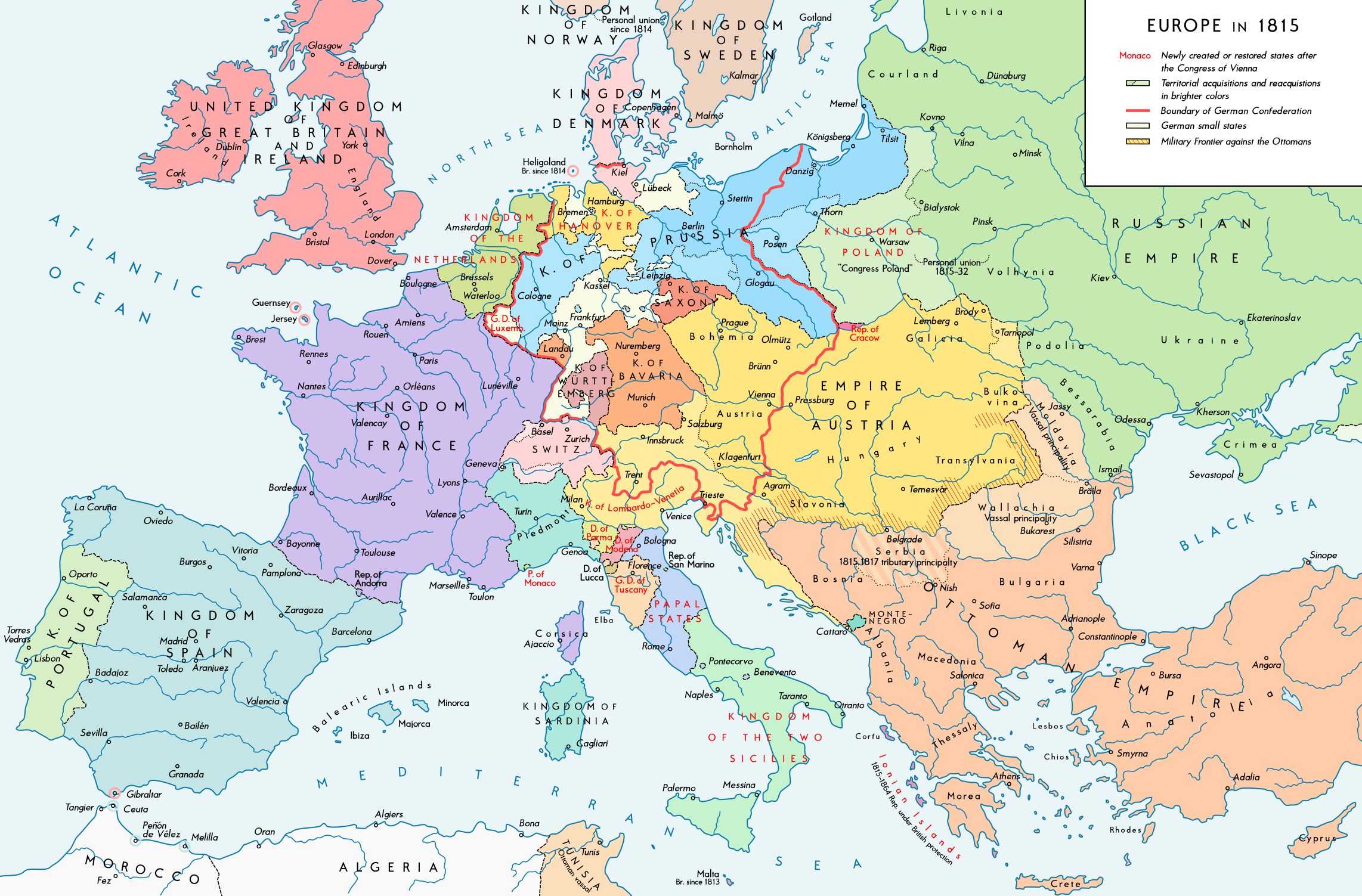
Assetto politico dell'Europa in seguito al Congresso di Vienna.

Dopo il congresso la geografia politica del continente europeo subì molte modifiche: le potenze vincitrici modificarono a loro vantaggio i confini nazionali rispetto al periodo prenapoleonico, talvolta ingrandendosi annettendosi piccoli Stati o territori: la Prussia ottenne la Renania; nacque il Regno dei Paesi Bassi; l'impero russo acquistò posizione nel centro Europa annettendo la Bessarabia, la Finlandia e parte della Polonia; la Gran Bretagna acquisì il controllo di alcune isole ioniche (Corfù, Zante, Cefalonia) e dell'isola di Malta, che non venne restituita ai Cavalieri di Malta.
Il Sacro Romano Impero non fu ricostituito e al suo posto venne creata la Confederazione germanica, che sopravvisse fino al 1866, presieduta dagli Asburgo, costituita da 38 Stati (34 principati e quattro città libere) in unione, ma indipendenti, di cui due più importanti erano la Prussia e l'Impero austriaco, quest'ultimo annesse direttamente al suo dominio le Province illiriche napoleoniche, tra cui i territori dell'Istria e della Dalmazia storicamente parte della Repubblica di Venezia e la Repubblica di Ragusa.
La regione veneta fu unita con il vecchio Ducato di Milano a formare il Regno Lombardo-Veneto, diretto subalterno dell'impero austriaco, sancendo la definitiva fine della plurisecolare Repubblica di Venezia, venne confermato il distacco della Valtellina dai Grigioni, ad opera di Napoleone, e la sua unione alla Lombardia.
La Repubblica di Genova fu unita al Regno di Sardegna allo scopo di costituire un più efficace stato cuscinetto nei confronti della Francia.
Nel resto della penisola italiana furono sostanzialmente ripristinati i precedenti Stati. Nel Centro-Nord la misura riguardò, in particolare, il Granducato di Toscana, il Ducato di Parma, il Ducato di Modena, il Ducato di Massa e il Ducato di Lucca, come trasformazione, a termine, del napoleonico Principato di Lucca e Piombino che aveva inglobato l'antica Repubblica di Lucca: con l'eccezione dei Borbone-Parma, provvisoriamente sistemati in quest'ultimo, i governanti dei cinque Stati erano tutti dinasticamente legati all'Austria, che, controllando anche il Lombardo Veneto, di fatto diventava il "gendarme" della penisola.
Lo Stato della Chiesa fu privato delle sue storiche enclave francesi passate alla Francia, mentre mantenne le enclave di Benevento e Pontecorvo entro il Regno di Napoli. Quest'ultimo venne ricondotto sotto la monarchia di Ferdinando di Borbone, che aveva mantenuto il Regno di Sicilia. Nel 1816 due regni furono uniti a creare il Regno delle Due Sicilie con capitale a Napoli, e il re assunse il nuovo titolo di Ferdinando I delle Due Sicilie.
A Parigi, nel maggio del 1814, venne insediato il nuovo re Luigi XVIII, fratello minore del decapitato Luigi XVI.
In Svizzera non fu ricostituito l'assetto politico della Vecchia Confederazione precedente il 1798, venendo invece riconosciuti i nuovi cantoni di età napoleonica (San Gallo, Grigioni, Argovia, Turgovia, Ticino e Vaud) con l'ulteriore aggiunta di Ginevra (il cui territorio fu espanso a scapito di Francia e Regno di Sardegna), Vallese e Neuchâtel, mentre furono persi i territori della Valtellina (precedentemente parte delle Tre Leghe) e di Mulhouse (precedentemente una repubblica associata alla Confederazione). Nacque così la Confederazione dei XXII cantoni.
La Repubblica delle Sette Province Unite, nella forma precedente il 1795, non fu più ricostituita, ma fu completato il processo di trasformazione monarchica sotto la casa d'Orange-Nassau (che già de facto aveva già assunto il controllo politico dello Stato nel secolo precedente) con la nascita del Regno Unito dei Paesi Bassi con Guglielmo I come sovrano, comprendente anche gli ormai ex Paesi Bassi austriaci e il Principato vescovile di Liegi, mentre il Lussemburgo sarebbe diventato un granducato in unione personale con i Paesi Bassi.

### Conseguenze dal punto di vista religioso
Dal punto di vista ecclesiastico bisogna evidenziare che:
- Da una parte ci fu un tentativo di ritornare a una società ufficialmente cristiana. Esempi: il diritto dei vescovi di fare ritirare libri pericolosi; la legge contro il sacrilegio in Francia; una pastorale cattolica fondata in molti casi ancora sulla coazione (per essere ammesso per esempio a un esame universitario occorreva un certificato di adempimento dei doveri religiosi, il cosiddetto «biglietto pasquale»);
- Tuttavia ci fu anche un serio sforzo di rinnovamento religioso. Per esempio:
  - la riforma degli antichi ordini religiosi e restaurazione della precedentemente soppressa Compagnia di Gesù;
  - la nascita e proliferazione di nuovi istituti religiosi, maschili e femminili: specialmente nel settore femminile il fenomeno costituisce una novità quasi assoluta;
  - un forte sviluppo delle missioni popolari in Francia, Italia e nei paesi tedeschi, per riparare alla scristianizzazione delle masse (possiamo vedervi i primi germi di un'azione cattolica);
  - la nascita di società (a volte semi-segrete) per la difesa della fede, con influssi politici reali e fortemente reazionari (cfr. i «Chevaliers de la Foi» di Ferdinand de Bertier e la «Congregazione mariana» dei gesuiti a Parigi);

L'anticlericalismo di molti ambienti della restaurazione fu innegabile, e fu poi all'origine dell'anticlericalismo liberale.
L'epoca della restaurazione per la Chiesa coincise con l'opera teorica di Antonio Rosmini e i pontificati di Pio VII (1800-1823), Leone XII (1823-1829), Pio VIII (1829-1830) e Gregorio XVI (1831-1846).
In ambiente curiale romano si dibattevano due linee politiche:
- i "riformisti"[14] (detti anche "liberali", oppure, con connotazione spregiativa, "politicanti"), che si affidavano a mezzi politici per realizzare la necessaria restaurazione cattolica, mostrandosi perciò concilianti verso alcune aspirazioni moderne, anche adottandole esplicitamente (come nel caso delle liberalizzazioni economiche ordinate nel "motu proprio" Le più colte) [15], e moderati nelle relazioni con i diversi governi, in particolare non chiudendo il dialogo con la Francia. Di questo orientamento fecero parte i Papi Pio VII e Pio VIII;
- gli "zelanti", decisamente oppositori ai precedenti, fautori dell'assolutismo in politica e del ritorno della religione di Stato, ma insieme desiderosi di vedere la chiesa libera da ogni ingerenza statale; in genere sono conservatori, fermi agli antichi privilegi, motivati, più dei politicanti, da considerazioni religiose. All'estero considerarono strategico l'appoggio austriaco. Di questo orientamento fecero parte i Papi Leone XII e Gregorio XVI.

## Gli obiettivi della restaurazione
La Restaurazione si identifica con la volontà unanime del Congresso.
L'errore principale commesso dai monarchi del XIX secolo consiste nel non avere saputo (o meglio nel non avere voluto) conciliare le ideologie presenti con quelle passate, imponendosi prepotentemente sui governi di tutta Europa in modo assolutistico senza avere tenuto conto delle nuove idee di nazionalità, liberalismo e democrazia che, la Rivoluzione francese prima e Napoleone poi, seppur inconsciamente e involontariamente, avevano insinuato nelle menti dei popoli.
In sintesi l'Europa era ideologicamente cambiata dall'avvento di Napoleone, ma i sovrani del tempo sembrarono non volere tenere in conto questo fatto, fingendo che ventisei anni di storia (1789-1815) non fossero mai esistiti. Le conseguenze di questo atteggiamento intollerante si manifesteranno sull'Europa cinquant'anni più tardi, prima nel Risorgimento italiano e poi nelle rivoluzioni che scuoteranno il secolo successivo.